# あれ (映画)
『あれ』（It）は、1927年公開のアメリカ合衆国のロマンティック・コメディ映画。サイレント。『COSMOPOLITAN』誌連載のエリノア・グリンの短編小説『It』の映画化で、グリン自ら映画用にアダプテーションした。
クララ・ボウはこの映画でスターとなり、イット・ガール（It girl）という単語も生まれた。
1927年1月14日にロサンゼルスでプレミア上映。2月5日にニューヨークで上映した後、2月19日に全米公開された。
長くフィルムは現存しないと思われていたが、1960年代になってプラハでナイトレートフィルムのコピーが発見された。
2001年、アメリカ議会図書館は「文化的、歴史的、審美的に重要」なものとして『あれ』をアメリカ国立フィルム登録簿に保存した。

## あらすじ
デパートの売り子のベティは社長のサイラスが好きだが、しょせん高嶺の花。そのサイラスのところに友人のモンティが遊びに来る。モンティは社長室にあったエリノア・グリンの小説『イット』を読んで、デパートの女性従業員にイット（魅力）のある女性がいないか探す。そして、ベティを見つけ、食事に誘う。
ベティは乗り気はしなかったが、ザ・リッツに行けるというので誘いに応じる。その夜、ザ・リッツでサイラスが食事をするのを知っていたからだ。ドレスがないのでルームメイトのモリー（同僚だが病気で欠勤中）と一緒に普段着をリフォームする。
ザ・リッツで婚約者のアデラと食事をしているサイラス。そこに『イット』の原作者エリノア・グリンが現れる、イットのことを本人に直接尋ねると、「もしあなたにイットがあるのなら、愛する女性と結ばれるはずよ」と教えられる。
そこにモンティに伴われてベティがやってくる。売り場のベティとは見違えるように美しくなったベティにサイラスはイットを感じる。サイラスがベティにまた会えないか尋ねると、ベティは答える。「賭けてもいいわ。次に逢ってもあなたが私と気づかないことに」
翌日、ベティが顧客のクレームで困っているところにサイラスが通りかかる。ベティが言った通り、サイラスはベティに気づかず、客の返品に応じ、担当者は後で社長室に来るようと命令する。社長室でベティが自分から名乗ってサイラスはやっと気づく。賭けのご褒美として、コニーアイランドでデートする。ベティをアパートまで車で送ったサイラスはベティにキスしようとするが、ベティは軽く扱われたくないので拒む。
ベティのアパートに児童相談所の職員がやってくる。ルームメイトのモリーには赤ちゃんがいるが、母親が働けないなら赤ちゃんを保護するというのだ。見かねたベティは、赤ちゃんは自分の子だと嘘をつく。児童相談所職員は確認を取るため、デパートまでやってくる。サイラスはベティに子供がいると信じ、ショックを受ける。ベティがそのことを隠しているのは金目当てに違いないと思い込み、に別れを告げ、しばらく街を離れることにする。
ベティもショックでデパートの仕事を辞める。そこにモンティが訪ねてきて、事情を知る。誤解を晴らそうとモンティとともにサイラスのヨットに行く。しかし、なかなか仲直りできない二人。そんな時、ヨットが別の船と衝突。海に投げ出されたアデラをベティが救助。そうして、やっとベティとサイラスは結ばれる。

## キャスト
- ベティ：クララ・ボウ
- サイラス：アントニオ・モレノ（英語版）
- モンティ：ウィリアム：オースティン（英語版）
- モリー：プリシラ・ボナー（英語版）
- アデラ・ヴァン・ノーマン：ジャクリーン・ガズドン（英語版）
- アデラの母：ジュリア・スウェイン・ゴードン（英語版）
- エリノア・グリン：エリノア・グリン（英語版）（本人）

## ギャラリー

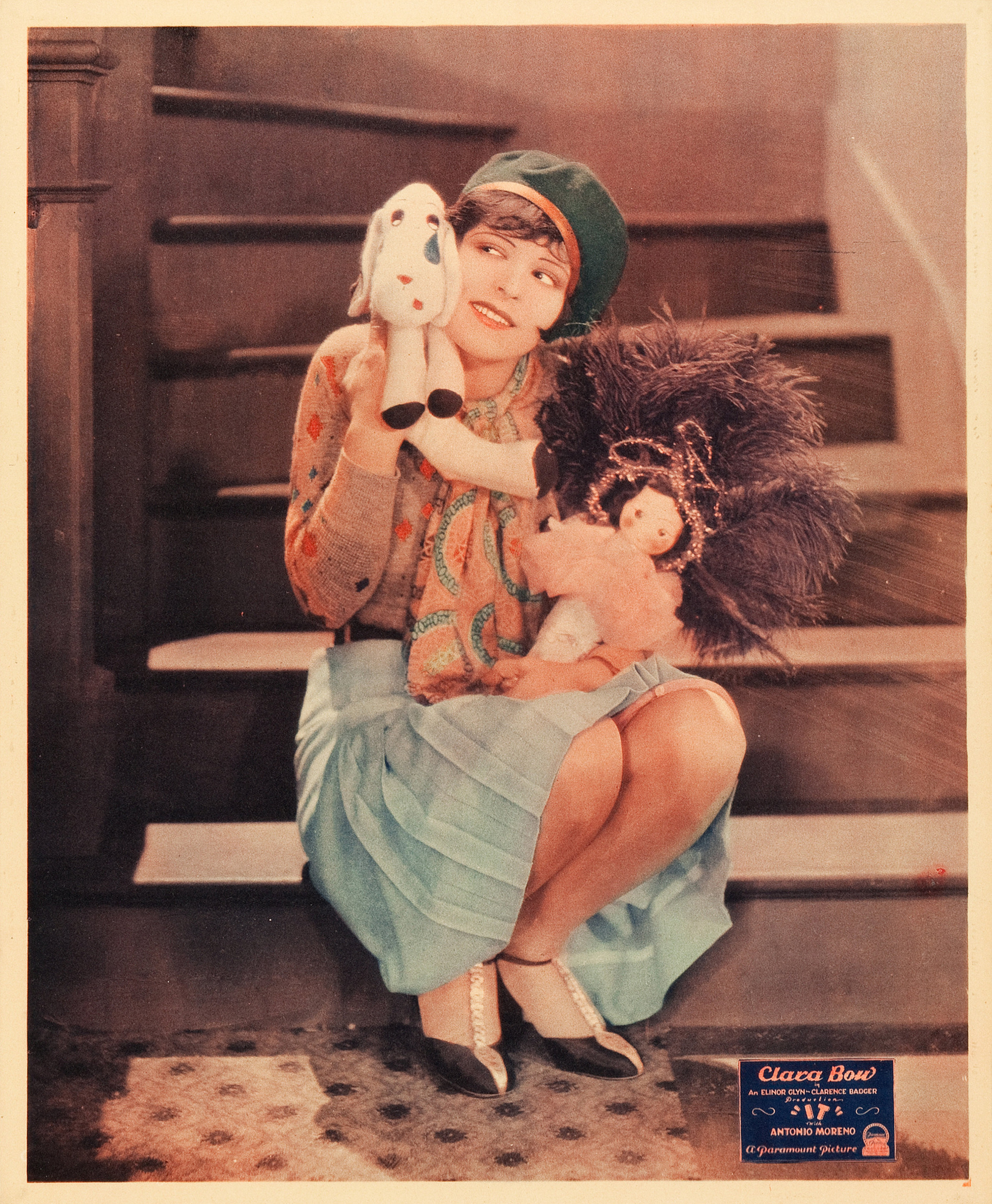
ボウ
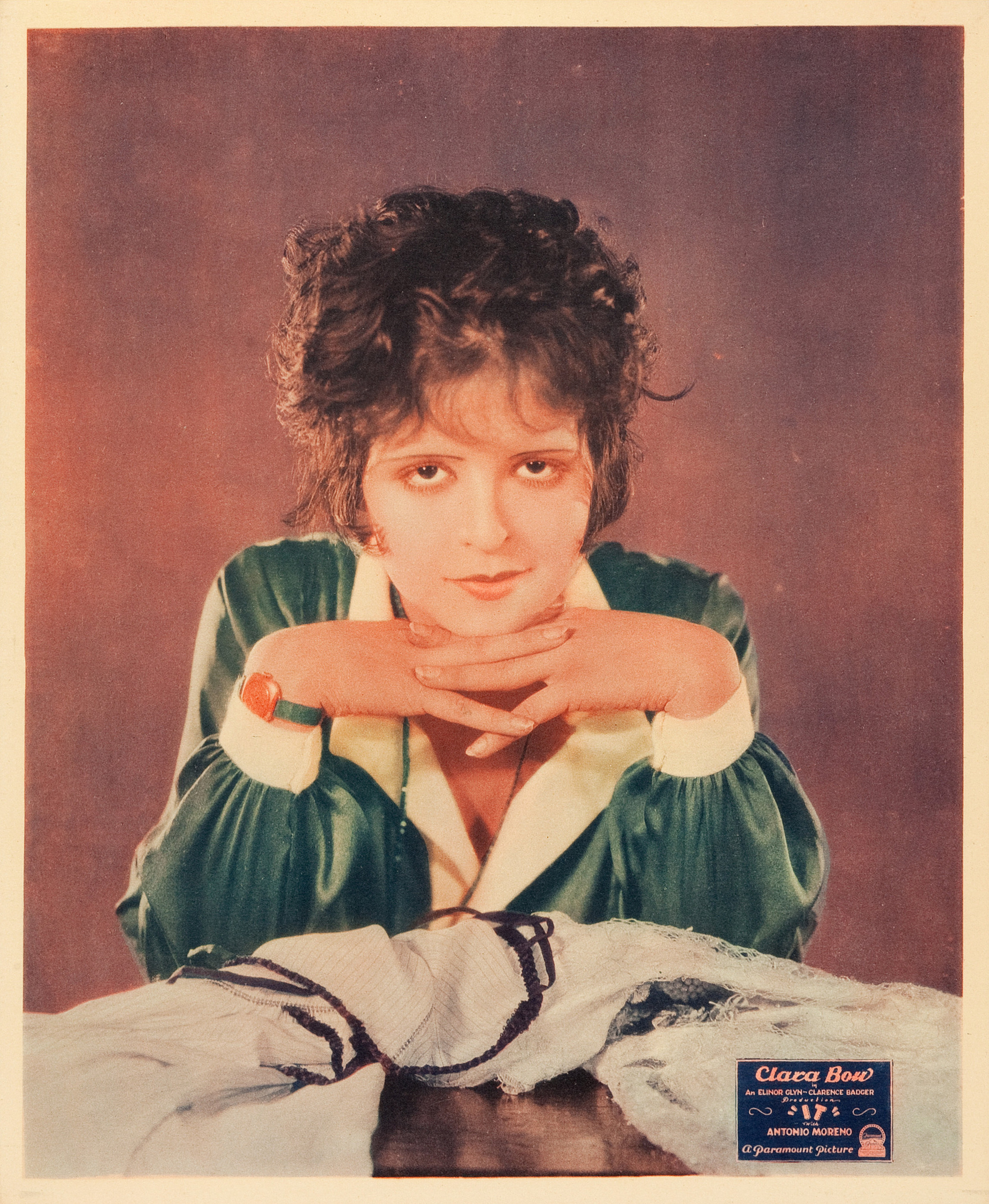
ボウ
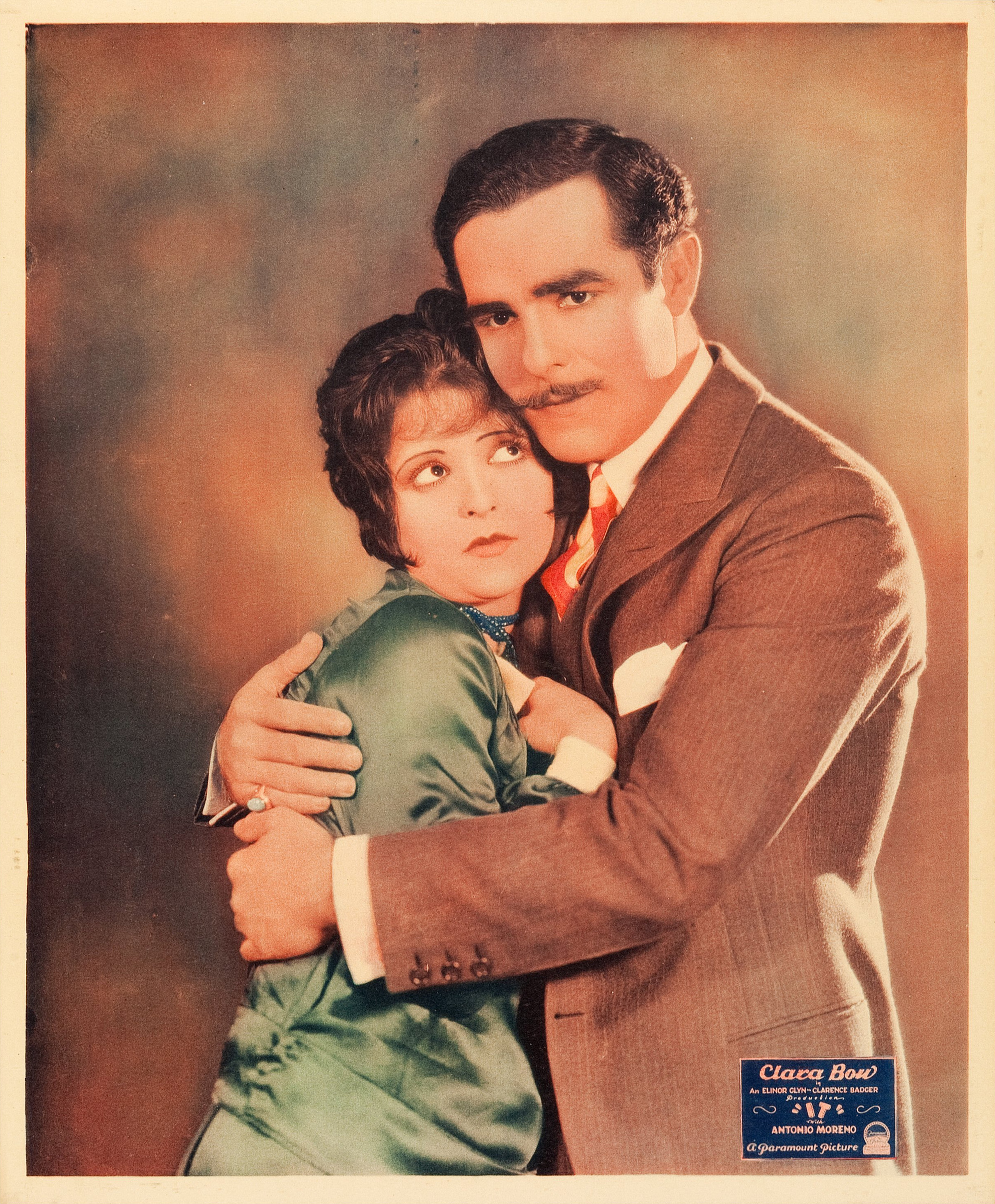
ボウとモレノ
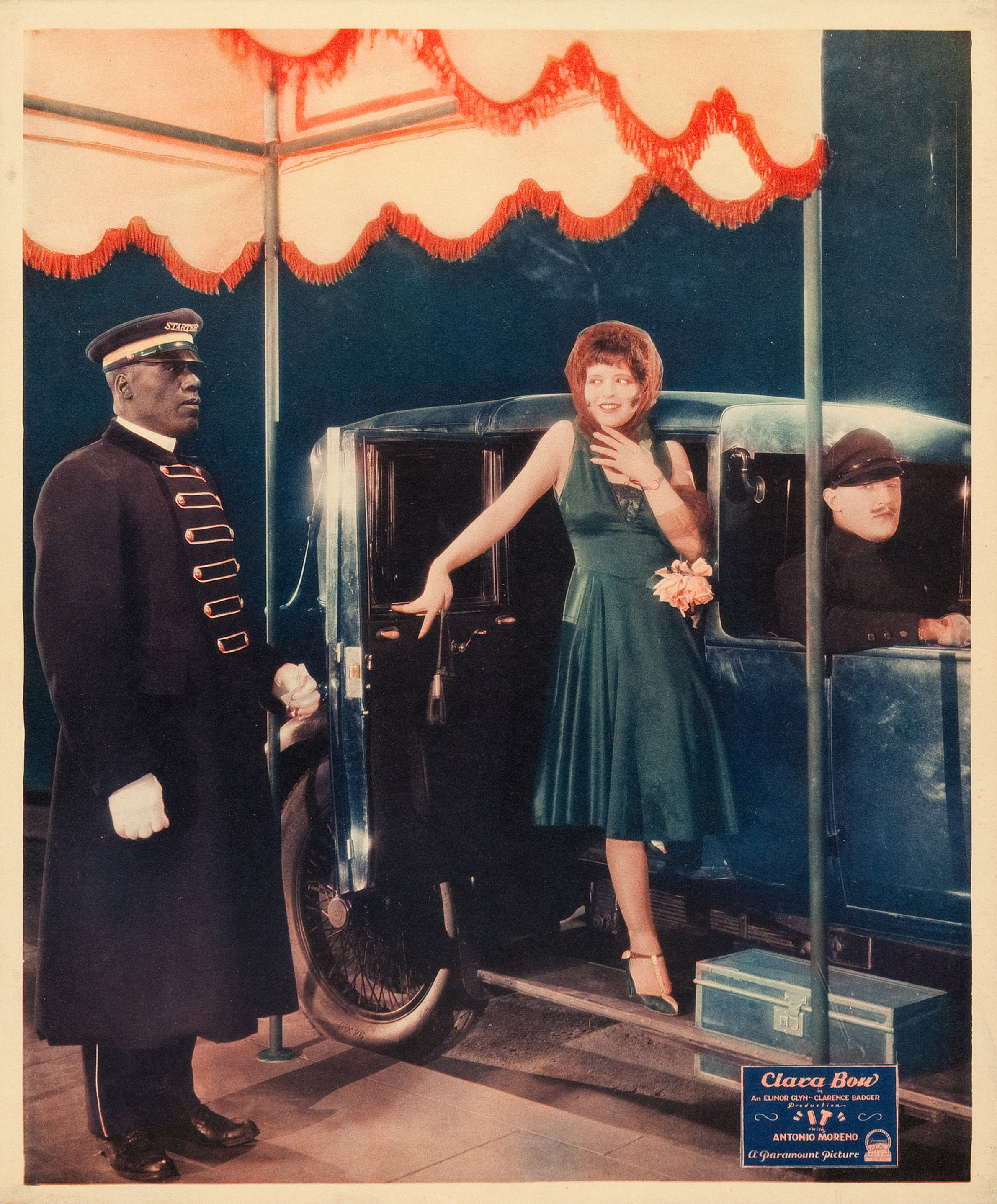
ボウ

## 制作
パラマウント映画は原作料としてグリンに5万ドル支払い、さらに映画に出演させ、「原案・潤色」とクレジットした。
脚本はホープ・ロアリングとルイス・Ｄ・ライトン、さらにインタータイトルをジョージ・マリオン・Jr.が担当した。カール・サンドバーグはグリンの小説は「映画とはまったく違う」と言っている。オリジナル版では主人公は磁石のように人を引きつける男性だった。しかし、パラマウントのプロデューサーたちは主人公を女性に、さらに上流階級から労働者階級に変更した。グリンはそれを了承し、何の問題もなく作業は進められた。
舞台女優のドロシー・ツリーがボウの同僚役で映画デビュー。ゲイリー・クーパーも新聞記者役で出ている。（ただし2人ともクレジットなし）

## 評価
全米で大ヒットし、興行収入の新記録を打ち立てた。批評家たちも絶賛、とくに主演のボウは「見る喜び」とまで言われた。『あれ』によりクララ・ボウは1920年代を代表する人気女優になり、「イット・ガール（It girl）」という単語も辞書に載るまでになった。